# Akhnaton
Akhnaton é uma peça teatral de Agatha Christie. Ela foi escrita em 1937, na mesma época que Agatha estava escrevendo Death on the Nile . 

A peça ocorre no antigo Egito, e segue as façanhas do faraó egípcio Akhnaton , sua esposa Nefertiti e seu sucessor Tutankhaton (que levaria o nome de Tutankhamun, quando se tornou faraó). Ao escrever a peça, Christie foi assistida pelo eminente egiptólogo, Stephen Glanville , que era um amigo dela como de seu marido, Max Mallowan.

Em sua autobiografia de 1977, Christie confessou que nunca pensou que a peça teatral seria produzida, mas que ela simplesmente gostava de escrever peças ou escrever algo diferente do que ela estava acostumada. Não há registro de qualquer tentativa séria de ter a peça encenada, mas Charles Osborne em seu livro A Vida e crimes de Agatha Christie apresenta a teoria de que os editores pensaram em não comercializar esta peça, pois não era um tipo de peça que o público esperava de Agatha Christie, que era vista na época puramente como uma escritora de Crime Ficcional.

Em maio de 1972, Christie se deparou com o manuscrito e o enviou para sua editora devido ao aumento do interesse sobre o antigo Egito criado pela exposição dos Tesouros de Tutancâmon que decorreu no Museu Britânico de 30 de março até 30 de setembro do mesmo ano, embora ela tenha admitido que seria uma produção cara para se realizar na peça. Ela fez pequenas revisões ao seu manuscrito de 1937 e pediu que fosse publicado, porém ainda havia grandes diferenças entre os eventos na peça e o que era então conhecido deste tempo na história do Egito (como o fato de  atualmente está se tornando conhecido o fato de Akhnaton ter uma segunda mulher chamada Kiya). A peça foi publicada pela editora Collins  em maio 1973.

Embora tenha sido usado como repertório de alguns grupos amadores e teatros, a peça agora está fora de publicação e raramente é executada. Além das questões comerciais do assunto, a peça requer onze mudanças de cenário e mais de vinte falas em outra língua.